# Warungpring (plaats)
Warungpring is een bestuurslaag in het regentschap Pemalang van de provincie Midden-Java, Indonesië. Warungpring telt 14.583 inwoners (volkstelling 2010).